# Paolo Persico

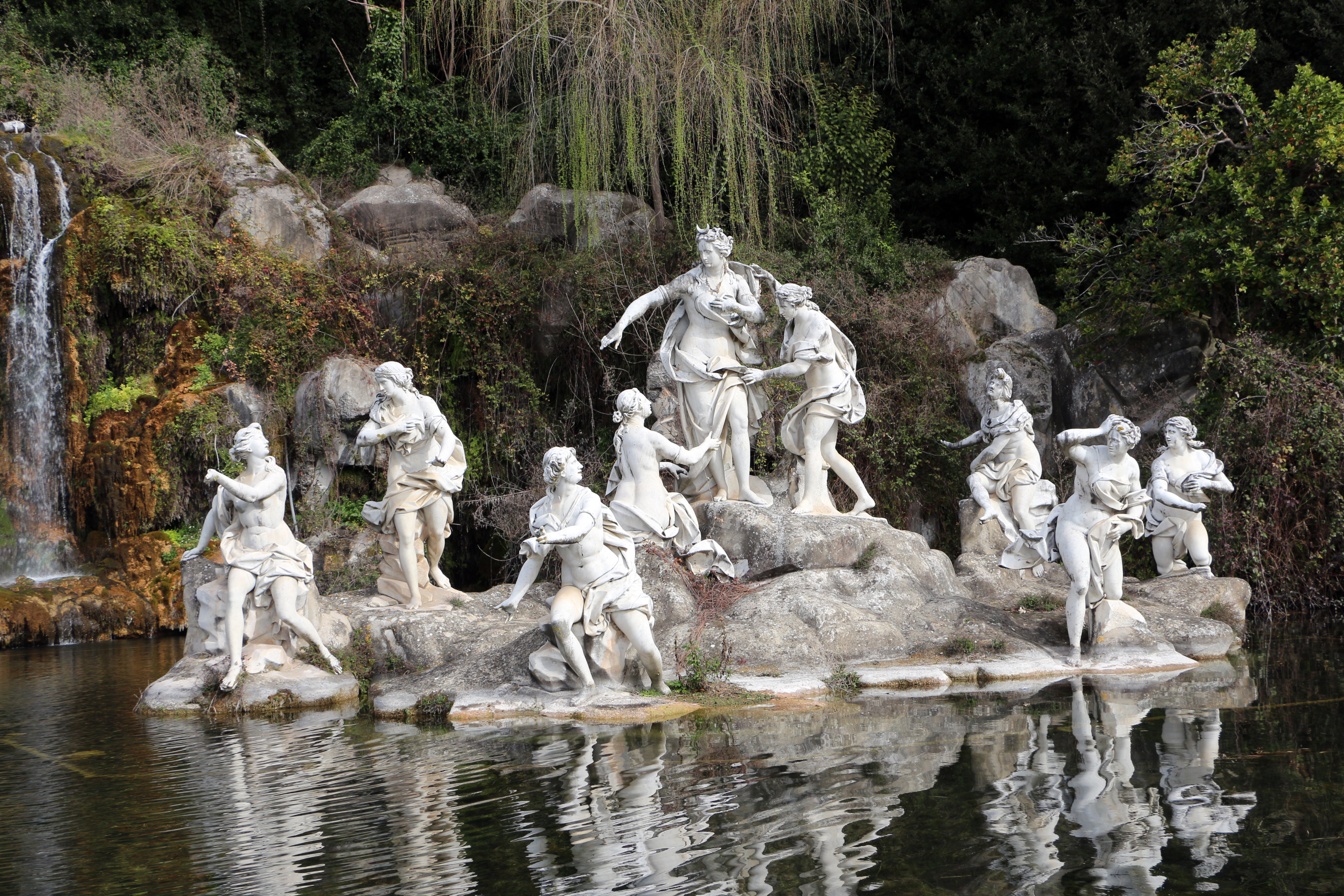
Fontana di Diana e Atteone, di Paolo Persico, Angelo Brunelli, e Pietro Solari, nel parco della Reggia di Caserta

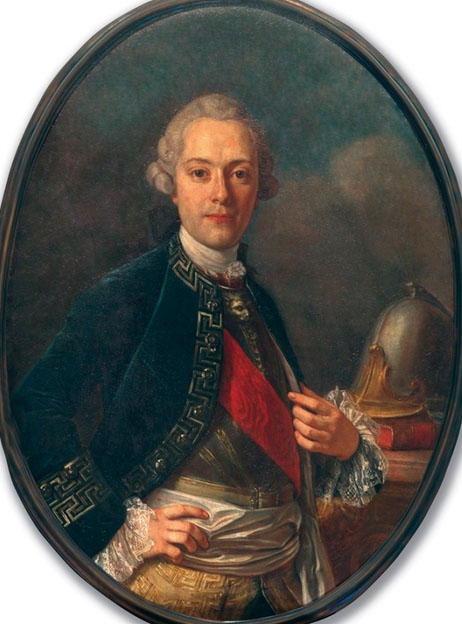
Ritratto di Vincenzo di Sangro

Paolo Persico (Sorrento, 1729 – Napoli, 1796) è stato uno scultore rococò di area napoletana, italiano.

## Biografia
Tra il 1752 e il 1769 Paolo Persico lavorò nella Cappella Sansevero, a Napoli. Nel 1780, con Giuseppe Sanmartino e altri, iniziò a lavorare per la Reggia di Caserta. Nel 1772 Luigi Vanvitelli lo propose come docente di Scultura all'Accademia di Belle Arti di Napoli, insieme a Tommaso Solari e a Gaetano Salomone. Negli anni successivi Persico lavorò a Napoli, nella chiesa dello Spirito Santo (1773) e nella chiesa di San Nicola alla Carità (1775).

### Reggia di Caserta
La fontana di Diana e Atteone, realizzata da Paolo Persico, da Angelo Brunelli (le ninfe), da Pietro Solari (i cani) fa da fondale al parco della Reggia di Caserta ed è oggi il più noto e visitato complesso scultoreo del rococò napoletano. Di Paolo Persico è il disegno del complesso che si compone di due grandi gruppi scultorei che hanno come sfondo una cascata. Egli scolpì anche le figure di Diana e quella di Atteone, trasformato in cervo.
Nella Reggia di Caserta, al primo pianerottolo dello scalone, i due leoni in marmo sono di Pietro Solari e di Paolo Persico che scolpì anche dodici rilievi che simboleggiano l'eredità romana - assunta dai Borboni - di difendere Capua (per i Borboni Caserta) da ogni invasore.

### Cappella Sansevero
Una delle statue delle Virtù, cioè La Soavità del giogo coniugale (nota anche come Benevolenza o Amor coniugale) è di Paolo Persico. Fu dedicata da Raimondo di Sangro alla moglie di suo figlio Vincenzo. Il profilo, nel medaglione, è appena abbozzato, come si usava per le persone ancora in vita. La donna, in stato di gravidanza e vestita come una matrona romana, è accanto a una piramide. Nella mano destra porta due cuori in fiamme, simbolo di amore tra i coniugi; nella mano sinistra regge un giogo coperto di piume, simbolo di dolce obbedienza. Ai suoi piedi un putto sorregge un pellicano, animale che simboleggia il sacrificio di Cristo che è associato alla Carità.
Scolpì anche i medaglioni con San Pietro e San Paolo. All'altare maggiore, i due Angeli piangenti (a fianco della Deposizione di Francesco Celebrano) sono di Paolo Persico (1769 circa).

### Altre opere
- Basilica dello Spirito Santo, a Napoli. L'altare maggiore, del 1773, è di Antonio di Lucca che rifece quello disegnato da Andrea Falcone. Le sculture decorative sono di Paolo Persico, del 1775: i due putti reggi candele e il bassorilievo del paliotto, raffigurante Il sacrificio d'Isacco, che è stato trasferito in altro luogo.[2]
- Chiesa di San Nicola alla Carità, a Napoli. Sul portale dell'ingresso centrale sono collocati due angeli marmorei, con mitra e pastorale - iniziati da Francesco Pagano nel 1725 e completati nel 1775 da Paolo Persico - che sorreggono uno scudo di bronzo con il busto di San Nicola. Ha scritto Gennaro Borrelli: «Chi invece si mostra affascinato dalla nuova corrente estetica [il neoclassicismo] è Paolo Persico. Egli rappresenta il primo scultore che, nell'attività del presepe, immette gli schemi neoclassici: il recupero di alcuni putti, chiaramente derivanti da quelli che l'artista realizzò per la facciata della chiesa di San Nicola alla Carità.»[3]
- Museo di San Martino. Si conserva lì il bozzetto in terracotta dell'opera La Soavità del giogo coniugale.
- Chiesa del Carmine Maggiore, a Napoli. La statua della Madonna del Carmine, sull'ingresso minore.
- Cattedrale dei Santi Erasmo e Marciano e di Santa Maria Assunta, a Gaeta. Fonte battesimale (in disuso) tradizionalmente attribuito almeno in parte ad Antonio Canova, ma più verosimilmente opera di Persico.[4]
- Putti in terracotta policromata, sculturine per il presepe, ispirate agli Angeli piangenti della Cappella Sansevero - altezza cm 15, 1769 circa, collezione privata.[2]